# FROLINAT
FROLINAT (Front de libération nationale du Tchad, tj. Fronta národního osvobození Čadu) byla ozbrojená opoziční skupina v Čadu. Založil ji 22. června 1966 v súdánské Nyale Ibrahim Abatcha, člen vedení radikálně levicové Čadské národní unie. Programem hnutí FROLINAT byla obrana práv muslimských obyvatel severní části Čadu, mezi nimiž převažují Tubuové, proti autoritativnímu režimu prezidenta Françoise Tombalbayeho, upřednostňujícímu obyvatele jihu. FROLINAT podporovala Libye, která jeho prostřednictvím prosazovala svůj nárok na pohraniční území Aouzou.
Bojovníkům této organizace se podařilo ovládnout oblasti okolo města Faya-Largeau na severu Čadu. V roce 1968 byl v bojích s čadskou armádou zabit Abatcha a jeho nástupcem se stal Abba Sidick. V roce 1969 na Tombalbayeho žádost nasadila Francie své vojenské jednotky proti FROLINATu (Operace Bizon) a podařilo se jí povstání potlačit. V roce 1972 však boje vypukly znovu: příčinou byla vnitřní krize čadského státu i angažmá Muammara Kaddáfího, který uznal FROLINAT jako legitimní vládu Čadu. Organizace se poté rozštěpila na dvě frakce, jednu vedl Goukouni Oueddei, orientující se na spolupráci s Libyí, a druhou Hissène Habré. Po převratu v roce 1975 se stal hlavou čadského státu generál Félix Malloum, který přizval Habrého do vlády. V roce 1979 nastal další převrat, po němž byla sestavena prozatímní vláda národní jednoty a prezidentem se stal představitel FROLINATu Goukouni Oueddei. Boje však pokračovaly, v roce 1982 dobyl Habré se svými jednotkami N'Djamenu a prohlásil se prezidentem, Oueddei uprchl ze země a vytvořil exilovou vládu.
V roce 1990 převzal moc v zemi dosavadní Habrého spojenec Idriss Déby. Občanská válka poté utichla a FROLINAT oficiálně ukončil činnost v lednu 1993.